# Spitalmühle (Steyr)

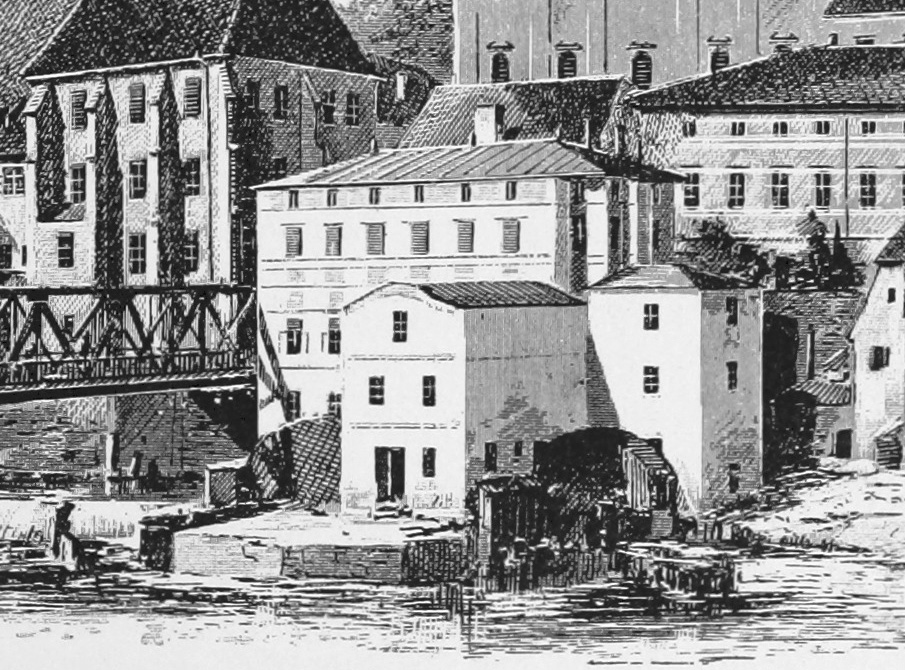
Ansicht von spätestens 1893

Die Spitalmühle war eine Mühle am Steyrfluss bei der Mündung in die Enns. Sie wurde nach dem Bürgerspital benannt, dem sie 1323 geschenkt wurde. Andere ältere Bezeichnungen sind Hofmühle und Mühle bey dem Spital.

## Geschichte
Nach dem Steyrer Historiker Franz Xaver Pritz befand sich hier bereits 1088 eine Mühle. Im Urbar von um 1313 hatte diese unter der Gerichtsbarkeit von Schloss Steyr stehende Mühle vier ‚Schaf‘ Weizen, vier Brot, 60 Eier und zwei Hühner abzuliefern. 1323 überließ Burggraf Otto Scheck sie dem Bürgerspital. Die Besitzer waren der Handelsmann und Stadtrichter Sigmundt Truendt (15. Jahrhundert), von 1518 bis 1524 Josef Grünpeck, danach bis 1542 der Händler, Bergwerksbesitzer und Stadtrichter Hans Fuchsberger und 1549 Hans Hoffmann. Ein Müller namens Balthasar Hopfer muss bis 1586 die Mühle vergrößert und mit dem Nebenhaus vereinigt haben, da der verzeichnete Wert um das Vierfache anstieg (von 200 fl. auf 800 fl.) 1606 einigten sich Stadt und Herrschaft über die Mühle und das angrenzende Haus des Georg Kurzenkircher. Beide waren zuvor der Herrschaft unterstanden. Nun unterstand der Stadt das Kurzenkirchner-Haus und der Herrschaft die Mühle als Hofmühle.
Weitere Besitzer waren 1628 Baptist Lehner und um 1642 Andre Wagenpfeil. Johann Maximilian Graf von Lamberg kaufte 1673 von Andreas Wagenpfeil die Mühle, überließ sie aber bald seiner Gattin Judith Rebecca und diese 1676 ihren Sohn Kapar Friedrich Graf von Lamberg. Danach folgen von um 1750 bis 1835 Familie Jexmayer, von 1835 bis 1839 Karl Jocher, von 1839 bis 1860 Reder und von 1860 bis 1903 Mayr. 1865 wurden die fünf Fluder der Mühle zu einem zusammengefasst und 1881 kam es zu einer Verhandlung zur Übernahme der Kosten für Reparaturen des Spitalmühlwehrs sowie des Wehrs der gegenüber am anderen Flussufer liegenden Heindlmühle. Besitzer von 1903 bis 1905 war der Holzhändler Emmerich Krenn aus Wiener Neustadt, von 1905 bis 1906 Georg Kröpfl aus Wallern bei Wels, 1906 bis 1918 Gustav Adolf Preusser, 1918 bis 1926 Albert Katz und von 1926 bis 1929 Wiesner. Mit Hans Wiesner endete 1929 der Betrieb als Mühle. Ab 1930 betrieben Anton und Maria Frisch im Wohnhaus eine Fleischhauerei. Am 23. Februar 1944 wurden die Gebäude bei einem Bombenangriff schwer beschädigt. Der letzte Besitzer der Ruine ab 1948 hieß Strutzenberger. 1953 finanzierte die Gemeinde die Instandsetzung des Spitalmühlwehrs und 1955 erlosch das Wasserrecht.

## Standort und Architektur

Heindlmühlwehr mit links abzweigendem Spitalmühlwehr (1932)

Der Spitalmühle genannte Komplex bestand im 19. und 20. Jahrhundert aus drei Bauwerken: einen viergeschoßigen Wohnhaus, dem zweigeschoßigen Mühlengebäude und der dreigeschoßigen Lohstampf. Am Platz des Wohnhauses befinden sich heute eine zum Ortskai führende Stiege und ein Garten. Ungefähr beim oberen Ausgang des 2015 errichteten Fischaufstieges lagen das Mühlengebäude und die Lohstampf. Heute erinnert an die verschwundene Mühle noch das Spitalmühlwehr bei der Steyrmündung. Dieses geht in seiner heutigen Form und Lage auf eine Neugestaltung in den 1960er Jahren zurück. Das alte Spitalmühlwehr zweigte hinter der Steyrbrücke vom Heindlmühlwehr ab.